# Paphiopedilum ooii
Paphiopedilum ooii là một loài thực vật có hoa trong họ Lan. Loài này được Koop. mô tả khoa học đầu tiên năm 1999.